# Бурачок парасольковий
Бурачок парасольковий (Alyssum umbellatum) — вид квіткових рослин родини капустяних (Brassicaceae).

## Біоморфологічна характеристика
Це однорічна рослина 5–20 см заввишки, гілляста від основи. Китиця навіть за плодів дуже вкорочена, зонтикоподібна. Стручечки шорсткі від зірчастих волосків, яйцеподібні, 4–5 мм завдовжки.

## Поширення
Росте на півдні Європи (Болгарія, Греція [у т. ч. Крит], Крим, Македонія) й заході Азії (зх. Туреччина [у т. ч. європейська], Кіпр).
В Україні росте на сухих та кам'янистих схилах — на ПБК (на сході поширюється до Феодосії).